# Juanulloa ochracea
Juanulloa ochracea (Syn.: Hawkesiophyton ochraceum (Cuatrec.) A.Orejuela & C.I.Orozco) ist eine Pflanzenart aus der Gattung Juanulloa in der Familie der Nachtschattengewächse (Solanaceae).

## Beschreibung
Juanulloa ochracea ist eine strauchig wachsende Pflanze, deren hängende Zweige, die Blattstiele und Blüten mehr oder weniger brüchig sind. Die Laubblätter sind eiförmig-länglich oder länglich-fast lanzettlich, an der Basis gerundet oder keilförmig, an der Spitze zugespitzt. Sie sind 8 bis 20 cm lang und 4 bis 7 cm breit, unbehaart, papierartig und leicht starr. Die Blattadern sind blass, die sekundären Blattadern sind an der Oberfläche nur unklar zu erkennen, an der Unterseite jedoch leicht hervortretend. 
Die doldigen Blütenstände stehen in den Blattachseln und bestehen aus drei bis vier duftenden Blüten. Sie sind von 1,5 bis 2 mm großen Tragblättern gestützt. Die Blütenstiele sind 5 bis 15 mm lang. Der Kelch ist fest-membranartig, bis fast zur Basis geteilt, die fünf länglich-lanzettlichen Zipfel sind zugespitzt und 15 bis 22 mm lang und an der Basis 2 bis 5 mm breit. Die gelb-orange, 3,5 cm lange Krone ist innen nur am Ansatzpunkt der Staubfäden behaart, der sich etwa 1 cm über der Kronbasis befindet. Die Kronröhre hat einen Durchmesser von etwa 5 mm, der Kronsaum ist etwa 8 mm breit, am Rand ist er etwas zusammengezogen, die oval abgestumpften Kronzipfel sind zurückgebogen und 2 mm lang. Die Staubfäden sind 12 bis 15 mm lang, die nahezu herzförmigen Staubbeutel etwa 8 mm. Die weiblichen Blütenteile stehen auf einer 1 mm hohen, wellenförmigen Scheibe, der Griffel ist gelappt und erweitert.
Die Frucht ist eine eiförmige Beere, die etwa 12 mm breit ist.

## Vorkommen
Die Art wächst in einem Gebiet, welches sich vom östlichen, peruanischen Amazonasbecken bis ins nördliche Südamerika und etwas darüber hinaus erstreckt.